# Крвни подлив
Крвни подлив или хематом (lat. haematoma) патолошко је сакупљање крви изван крвног суда. Настаје након оштећења зида крвног суда, артерија, вена или капилара које има за последицу цурење крви у ткива где јој није место. Крвни подлив може бити мали, у облику тачкасте некупине крви, или може бити велики и изазвати значајан оток.
Крвни судови у телу су у сталном ремоделовању. Мање повреде се јављају рутински и тело је обично у стању да одмах санира оштећени зид крвних судова активирањем каскаде згрушавања крви и формирањем фибринских закрпа. Понекад санација не успева ако је оштећење велико и тада велики дефект омогућава наставак крварења у околно ткиво. Ако постоји велики притисак унутар крвног суда, на пример као што је то код главне артерије, крв ће наставити да цури кроз оштећени зид и довести до стварања крвног подлива који ће се све док не стане крварење ширити.
Крв која излази из крвног суда иритира околно ткиво и може изазвати симптоме упале, укључујући бол, оток и црвенило. Симптоми крвног подлива зависе од њихове локације, величине и да ли изазивају удружени оток или едем .

## Етиопатогенеза
Крвни подлив карактерише промене у коријуму и поткожном масном ткиву, које прати цепање зидова крвних судова (најчешће капилара) с истицањем крви и прожимањем околног ткива у већој или мањој мери.
Количина истекле крви у крвном подливз зависи од;
- интензитета трауме
- врсте ткива, па ће јаче крварење настати у пределима са растреситијим везивним ткивом (предео ока) или на местима где је меко ткиво у танком слоју (лобања, голењача)
- постојећих болести организма у моменту повреде, (болести срца и крвних судова, крвне болести, хематолошке болести итд). У том случају величина крвног подлива није у сразмери са примењеном силом (знатно је већа, а процес санације траје дуже)
- употребе антикоангулантних супстанци и других лекова. Антикоагуланси, укључујући аспирин, варфарин, клопидогрел и дипиридамол могу бити повезани са крвним подливима.[1]

Енергија којом располаже механичко оруђе или сила ударца која се преноси на ткива, је такође од утицаја на тежину крвног подлива. Јача сила доводи и до цепања крвних судова у дубљим ткивима (мишићи, органи итд) изазивајући крвне подливе.
Траума било које етиологије примарни је узрок крвног подлива, јер доводи до нагњечења у растреситом ткиву, у коме истекла крв из оштећених крвних судова формира шупљину испуњену крвљу крвнр подливе или хематоме. Крвни подливи у пределу серозних опни (лат. suguillatio) или слузокоже (лат. suffusio), такође су присутни код траумом изазваних нагњечина Траума може бити последица саобраћајне несреће, пада, прелома костију, прострелне ране или повреде главе, али јаког кашља или кијања.
Поред трауме као примарног узрока, крвни подливи такође могу бити узроковани:
- пуцањем анеуризме
- одређеним лековима
- бактеријске инфекције, које смањују број тромбоцита у крвотоку или њихову способност да функционишу. Примери бактеријских инфекција,који укључују инфекције прстију, анкилозни спондилитис, онихомикозу.
- аутоимуне болести.
- вирусним инфекцијама као што су рубеола, заушке, водене богиње, ХИВ или хепатитис Ц
- ортопедска стања (нпр преломи, уганућа и ишчашења).

Када је крвни суд оштећен или је нарушен интегритет крвног суда инфекцијом, крв цури у околно ткиво, у коме се убрзо згрушава. Што је већа количина крварења већи је обим формираног угрушка унутар крвног подлива (хематома).
- Крвни подлив у бубрегу
- Крвни подлив седалног предела након премлаћивања од стране полиције
- Крвни подлив седалног предела након премлаћивања од стране полиције

Крвни подлив је честа појава код нагњечина насталим у растреситом ткиву, где истекла крв лакше формира шупљину испуњену крвљу (хематом). Кревни подливи у пределу серозних опни (лат. suguillatio) или слузница (лат. suffusio), такође су присутни код нагњечина.

## Класификација

### Врсте
Субдермални крвни подливи
Субдермални крвни подлив настаје испод нивоа коже у дубљем поткожном ткиву.
Унутармишићни крвни подливи
Унутармишићни крвни подлив настаје као последица ударца о спољашњи тупи део неке препреке или о кост (директна траума) или као последица прекомерне или некоординисане контракције мишића (индиректна траума).
Компартмент синдром
Компартмент синдром је неуобичајена компликација крварења и крвног подлива услед повреде. Ово је хитна ортопедска ситуација јер захтева операцију да се коригује. Симптоми компартмент синдрома укључују интензиван бол који се погоршава померањем прстију на рукама или ногама и утрнулост и пецкање екстремитета са смањеним пулсом у руци, нози или стопалу.
Крвни подливи у лобањи/мозгу
Крвни подливи у лобањи/мозгу могу бити:
- Епидурални крвни подлив, изнад епидуралне мембране.
- Субдурални крвни подлив испод епидуралне мембране.
- Интрацеребрални крвни подлив, унутар можданог ткива.
- Субарахноидни крвни подлив, између пијалне и арахноидне мембране у мозгу.

Иако неколико интракранијалних крвни подливи могу остати мали и не угрожавају значајно мождано ткиво, већина интракранијалних крвни подливи се сматрају хитном медицинском стањем јер могу компримирати мождано ткиво и крвне судове што резултује значајним оштећењем мозга.
Крвни подлив дојке
Крвни подлив дојке је оток испуњен крвљу узрокован траумом дојке. Није maligne prirode, али понекад може довести до упале, грознице, промене боје коже и за собом оставити ожиљке који опонашају неке облике рака дојке.
Већина крвних подлива дојке је мала - величине зрна пиринча - али неки могу бити велики као шљива или орах.
Може се јавити у било ком периоду живота без обзира на године старости или менопаузу.
Мањи крвни подливи дојке повлаче се сами, након извесног времена од њихове појаве. Већи крвни подливи дојке ће можда морати да се уклоне хируршки.
У неким случајевима, крвни подливи дојке се спонтано могу поновити.
Крвни подлив ушне шкољке
Крвни подлив ушне шкољке је колекција крви у хрскавичном делу ушне шкољке (спољашњег уха) који је обично резултат тупе трауме током спорта (нпр аматерско рвање, рагбија, бокса или мешовитих борилачких вештина).
Када се појави трауматски крвни подлив, крв се акумулира унутар субперихондријалног простора (између перихондријума и хрскавице). Ова колекција крви је механичка баријера између хрскавице и њеног перихондријалног снабдевања крвљу. Лишена перфузије, доња хрскавица некротизира и може се инфицирати. Ове патолошке промене доводе до губитка хрскавице праћене фиброзом и формирањем неохрскавице. Овај процес зарастања је неорганизован и резултује козметичким деформитетом уха у облику карфиола.
Ова повреда захтева хитну дренажу и мере за спречавање поновне акумулације крви. Рана дренажа инцизијом крвног подлива понов успоставља перихондријални слој на хрскавици која лежи испод враћица за перфузију у хрскавици, што смањује вероватноћу појаве деформације уха у облику карфиола.
Перианални крвни подлив
Перианални крвни подлив је колекција крви која се скупља у ткиву око ануса. Обично је узрокована руптуром или оболелом веном. Иако сви перианални крвни подливи не захтевају лечење код неких је потребно дренирати крвни подлив једноставнеом процедуром неки се моратју хируршки уклонити.
Многи погрешно схватају перианалне крвни подлив као пролапс хемороида јер имају веома сличне симптоме. Међутим, пролапс хемороида је накупина крви која се налази унутар ануса или понекад изван ануса пре него што се хемороиди поново врате у анус. Перианални крвни подливи се јављају само изван ануса, односно никада нису у његовој унутрашњости.
Поднокатни крвни подлив
Повреда ноктију на прстима руке или ноге може изазвати поднокатни крвни подлив. Овај тип крвног подлива обично изазива значајан бол јер је заробљен у малом простору, богато инервисаном, који не дозвољава простор за ширење крварења. Третман може укључивати спаљивање у виду малог отвора кроз сам нокат како би се омогућила дренажа крви кроз овај отвор.
Крвни подлив омотача м. ректуса
Крвни подлив у омотачу м. ректус трбуха чешће се јавља код жена него код мушкараца. Најчешћи етиолошки фактори који доводе до појаве крвног подлив је траума, било да се ради о тупим или отвореним повредама мишићне масе. Ређи узроци могу бити: примена антикоагулантне терапије, различита крвна обољења, инфекције, постоперативна стања, трудноћа и др. Клиничка слика се карактерише појавом јаког бола, који се прогресивно појачава. Често је присутан спазам мишића на месту крвног подлива. Понекад је могуће и опипати тумефакт у предњем трбушном зиду, у зависности од интензитета крварења. Често се ово обољење замењује неким од акутних интраабдминалних стања.
Трудноћа
Трудноћа је повезана са субхорионским крварењем у око 25% случајева. То је најчешћа абнормалност која се уочава сонографском анализом код трудница. Већина малих до умерених крвних подлива се повлачи и не погоршавају прогнозу пацијента. Крвни угрушци и/или крварење у трећем тромесечју могу бити знак проблема као што су превијање постељице или абрупција плаценте и сматра се хитним медицинским стањем.
Јатрогено изазван крвни подлив
Јатрогено изазван крвни подлив настаје као последица компликација насталих током медицинског поступка

## Клиничка слика
Клиничку слику крвног подлива карактерише пребојеност коже на месту крвног подлива, која настаје ако је истицање крви из крвних судова на већој дубини. Неки хематоми су видљиви испод површине коже (које се обично називају модрице) или се могу осетити као маса или квржице. Квржице могу бити узроковане ограниченим накупљањем крви на врећицу, поткожни или интрамускуларни простор изолован фасцијалним равнима. Ово је кључна анатомска карактеристика која помаже у спречавању да након повреда дође до великог губитка крви. У већини случајева након крвног подлива кеса крви се на крају раствара и ресорбује; међутим, у неким случајевима може наставити да расте због перманентног цурења крви. Ако кеса крви не нестане спонтано, можда ће бити потребно да се крвни подлив хируршки очистити или физички уклони.
Еритроцити у изливу подлежу дејству ензима и фагоцитози, а крвна боја у крвне пигменте (билирубин, хемосидерин, хематоидин) што доводи до промене боје крвног подлива, од плавичасто-љубичасте на почетку у тамно плаву (након 3 дана), до зеленкасте (након 5-7 дана) па све до жућкасте (након 8-10 дана). Нормална боја коже се враћа за 10-15 од момента настанка крвног подлива.
Клиничка слика крвног подлива праћена је иритацијом и упалом. Симптоми зависе од њихове локације и од величине крвног подлива или његове повезаности са отицање и упалом оближњих структура. Уобичајени симптоми упале крвног подлива укључују: црвенило, бол и оток.
Симптоми интракранијалног крварења и/или крвног подлива зависе од тога где је мозак захваћен. Општи симптоми укључују промену свести, мучнину и повраћање, главобољу, фокалне неуролошке дефиците и укоченост врата, а неки пацијенти могу имати нападе и/или падају у кому.
Спор процес реапсорпције крвног подлива може омогућити да се разбијене крвне ћелије и пигмент хемоглобина крећу у везивном ткиву. На пример, пацијент који повреди базу палца може изазвати хематом, који ће се полако померати кроз прст у року од недељу дана. Гравитација је главна одредница овог процеса.
Крвни подливи на зглобовима могу смањити покретљивост зглоба и показати отприлике исте симптоме као прелом.
У већини случајева, кретање и вежбање захваћеног мишића је најбољи начин да се колекција врати у крвоток.
Понекад може доћи до погрешне дијагнозе крвног подлива у пршљенима; ово се исправно назива хемангиом (накупљање ћелија) или доброчудни тумор.
Повреде унутрашњих органа, могу бити присутне, код на изглед малих траума. То се дешава ако сила јачег дејства испољава свој утицај преко одећом прекривених дебљих слојева меких ткива, без коштане подлоге (као што је трбушни зид), где могу знаци повреде бити незнати, а да на унутрашњим органима постоји теже нагњечине или расцепи са крвним подливом.

## Дијагноза
Ако су симптоми крвног подлива озбиљни или ако настави да се шири током неколико дана, требало би да одмах затражити помоћ лекара ургентне медицин или лекари примарне здравствене заштите.
Лекар може да дијагностиковати крвни подлив меког ткива физичким прегледом. Ако пацијент има озбиљније симптоме, лекар може наручити било који од следећих дијагностичких тестова:
- Рендген - за дијагнозу прелома костију и повреде зглобова.
- ЦТ скенирање - за дијагнозу повреда главе.
- Ултразвук - за дијагностиковање крвног подлива код труднице.

| Врста                        | Карактеристике |
| ---------------------------- | --- |
| Петехија                     | Мали крвни подлив у облику малих црвених тачкица мањих од 3 mm у пречнику груписаних у плакове који нестају витропресијом.                                                         |
| Пурпура (љубичасто крварење) | Крвни подлив у виду мрље или модрица пречника око 3-5 mm, углавном округлог облика                                                                                                 |
| Ехимоза                      | Мала хеморагична мрља или модрица већа од петехије, на кожи или слузокожи, у њиховој равни. Кружног је или неправилног облика, плавичасте или руменкасте боје, пречника преко 1 cm |

## Прогноза
Удружено дејство - више траума или фактора крварења може уимати значајнији губитка крви (искрвављење), што доведе до појаве акутне анемије.
Код већине пацијената, интракранијални крвни подлив који изазива симптоме значајна оштећења мозга и сматра се хитним медицинским стањем, јер је прађен, губитком свести, комом и смртним исходом.
Крвни подливи се временом повлаче:
- Почетна чврста текстура крвног угрушка постепено постаје сунђераста и мекша како тело разбија угрушак.
- Облик крвног подлива се временом мења како се садржај одводи тако да се крвни подлив спљоштава.
- Боја крвног подлива се мења од љубичасто-плаве до жуте и смеђе како се крвни угрушак разграђује и крвни подлив полако нестаје.

Санација крвног подлива траје у просеку 10-15 дана, и обично не оставља никава неповратена оштећеља на месту крвног подлива.